# Comuna Radeče
Radeče (Občina Radeče) este o comună din Slovenia, cu o populație de 4.617 locuitori (2002).

## Localități
Brunk, Brunška Gora, Dobrava, Čimerno, Goreljce, Hotemež, Jagnjenica, Jelovo, Log pri Vrhovem, Loška Gora, Močilno, Njivice, Obrežje, Počakovo, Prapretno, Radeče, Rudna vas, Stari Dvor, Svibno, Vrhovo, Zagrad, Zavrate, Žebnik